# Нільпотентна група
Нільпотентна група — в абстрактній алгебрі вид груп, що узагальнюють абелеві групи. Широко застосовується в теорії Галуа, теорії груп Лі і при класифікації скінченних груп.

## Визначення
Група {\displaystyle G} називається нільпотентною, якщо існує ряд нормальних підгруп {\displaystyle \{e\}=G_{0}\leqslant G_{1}\leqslant G_{2}\ldots \leqslant G_{n}=G}, такий що:
1. {\displaystyle G_{i}\triangleleft G,\;i=0,\ldots ,n}
2. Факторгрупи {\displaystyle G_{i+1}/G_{i}} є підгрупами центру {\displaystyle Z(G/G_{i})} для {\displaystyle i=0,1,2,\dots ,n-1}.

Цей ряд називається центральним рядом групи {\displaystyle G}. Найменше {\displaystyle n} для якого група {\displaystyle G} є нільпотентна, називається степенем нільпотентності і позначається {\displaystyle \operatorname {nil} \;G}.

## Властивості
- Довільна абелева група є нільпотентною.
- Скінченні нільпотентні групи вичерпуються прямими добутками p-груп.
- Скінченно породжені нільпотентні групи є поліциклічними групами, більше того, вони мають центральний ряд з циклічними факторами.